# Джафаров, Равиль Рауфович
Равиль Рауфович Джафаров (27 августа 1999) — российский тяжелоатлет. Призёр чемпионатов России (2019, 2023, 2025 годов) в категориях до 55 и до 61 кг. Мастер спорта России.

## Биография
Родился 27 августа 1999 года. Проживает в Санкт-Петербурге. Есть брат близнец Рамиль, который также успешно выступает на турнирах по тяжёлой атлетике.
В феврале 2018 года присвоено звание звание "Мастер спорта России.
На чемпионате России по тяжёлой атлетике 2019 года, который состоялся в Новосибирске, Равиль в первый раз в карьере завоевал малую серебряную медаль чемпионата страны в категории до 55 кг подняв общую сумму в 229 килограммов.
На чемпионате России по тяжёлой атлетике 2023 года, который состоялся в Новом Уренгое, Джафаров завоевал серебряную медаль чемпионата страны с общим весом на штанге по сумме двух упражнений 253 килограмма.
В августе 2025 года на чемпионате России в Санкт-Петербурге в категории до 61 кг завоевал серебряную медаль с результатом 246 кг по сумме двоеборья. В отдельных упражнениях также стал вторым. 

## Основные результаты
| Год  | Соревнования     | Место проведения | Весовая категория | Рывок, кг | Толчок, кг | Сумма, кг | Место |
| ---- | ---------------- | ---------------- | ----------------- | --------- | ---------- | --------- | ----- |
| 2019 | Чемпионат России | Новосибирск      | до 55 кг          | 99        | 130        | 229       | 3     |
| 2023 | Чемпионат России | Новый Уренгой    | до 61 кг          | 112       | 141        | 253       | 2     |
| 2025 | Чемпионат России | Санкт-Петербург  | до 61 кг          | 109       | 137        | 246       | 2     |